# Eleições estaduais no Rio de Janeiro em 1945
As eleições estaduais no Rio de Janeiro em 1945 ocorreram em 2 de dezembro sob as regras expressas no decreto-lei 7.586 e numa resolução do Tribunal Superior Eleitoral editada em 8 de setembro como parte das eleições no Distrito Federal, 20 estados e no território federal do Acre. Foram eleitos dois senadores e dezessete deputados federais enviados à Assembleia Nacional Constituinte para elaborar a Constituição de 1946 e assim restaurar o regime democrático após o fim da Era Vargas.
Genro de Getúlio Vargas, o militar e engenheiro Ernani do Amaral Peixoto foi interventor federal no Rio de Janeiro durante o Estado Novo e como consequência desse poderio estruturou a máquina do PSD, que saiu das urnas como força política majoritária no Rio de Janeiro elegendo os dois senadores e preenchendo quase três quintos das vagas de deputado federal, situação contrastante com a vivida no Distrito Federal onde o pessedismo é mero coadjuvante.
O senador eleito com maior votação foi Pereira Pinto. Agricultor natural de Campos dos Goytacazes, trabalhou em sua cidade natal como comerciante e nessa condição presidiu a Associação Comercial e Industrial da mesma e representou os fluminenses no Conselho de Fomento Agrícola e após seu ingresso no ramo industrial representou o setor sucroalcooleiro junto ao Instituto do Açúcar e do Álcool. Seu ingresso na política aconteceu após a filiação ao PSD em 1945 e por essa legenda foi eleito senador.
Médico nascido em Barra Mansa e formado pela Universidade Federal do Rio de Janeiro, Alfredo Neves é também professor e jornalista assumindo a presidência da Associação Brasileira de Imprensa um ano antes da Revolução de 1930. Professor da Universidade Federal Fluminense, integrou os quadros da Sociedade de Medicina e Cirurgia do Rio de Janeiro e a Sociedade Brasileira de Pediatria. Membro honorário da Sociedade de Medicina e Cirurgia de Niterói e correspondente da Academia Nacional de Medicina, foi perito da Secretaria de Saúde da cidade do Rio de Janeiro enquanto capital da República. Durante a interventoria de Amaral Peixoto foi secretário de Governo e membro do Conselho Administrativo do estado, interventor interino e depois substituiu o titular por nove dias a partir de outubro de 1945, pouco antes de ser eleito senador pelo PSD.

## Resultado da eleição para senador
Conforme o Tribunal Superior Eleitoral, foram apurados 597.426 votos nominais.
| Candidatos a senador da República | Primeiro suplente de senador | Número | Coligação           | Votação | Percentual |
| --------------------------------- | ---------------------------- | ------ | ------------------- | ------- | ---------- |
| Pereira Pinto PSD                 | Ver abaixo PSD               | -      | PSD (sem coligação) | 150.556 | 25,20%     |
| Alfredo Neves PSD                 | Ver abaixo PSD               | -      | PSD (sem coligação) | 150.154 | 25,13%     |
| Luís Caetano Guimarães Sobral UDN | Não havia -                  | -      | UDN (sem coligação) | 94.306  | 15,79%     |
| Galdino do Vale Filho UDN         | Não havia -                  | -      | UDN (sem coligação) | 93.772  | 15,70%     |
| Luís Carlos Prestes PCB           | Não havia -                  | -      | PCB (sem coligação) | 46.304  | 7,75%      |
| Luís Carpenter PCB                | Não havia -                  | -      | PCB (sem coligação) | 42.421  | 7,10%      |
| Hugo Borghi PTB                   | Não havia -                  | -      | PTB (sem coligação) | 19.913  | 3,33%      |

## Resultado da eleição para suplente de senador
Segundo o Tribunal Superior Eleitoral houve 136.928 votos nominais.
| Primeiro suplente de senador | Candidatos a senador da República | Número | Coligação           | Votação | Percentual |
| ---------------------------- | --------------------------------- | ------ | ------------------- | ------- | ---------- |
| Altivo Linhares PSD          | Ver acima -                       | -      | PSD (sem coligação) | 61.876  | 45,19%     |
| Marcelino de Paula PSD       | Ver acima -                       | -      | PSD (sem coligação) | 53.946  | 39,40%     |
| Walter Gomes Franklin PSD    | Ver acima -                       | -      | PSD (sem coligação) | 10.837  | 7,91%      |
| José de Moura e Silva        | Não havia -                       | -      | -                   | 5.927   | 4,33%      |
| Otávio Teixeira Campos       | Não havia -                       | -      | -                   | 4.342   | 3,17%      |

## Deputados federais eleitos
São relacionados os candidatos eleitos com informações complementares da Câmara dos Deputados.

Representação eleita
  PSD: 10
  UDN: 4
  PCB: 2
  PTB: 1

Fonteː
| Deputados federais eleitos | Partido | Votação | Percentual | Cidade onde nasceu    | Unidade federativa |
| Amaral Peixoto             | PSD     | 29.088  |            | Rio de Janeiro        | Rio de Janeiro     |
| Prado Kelly                | UDN     | 12.623  |            | Niterói               | Rio de Janeiro     |
| Eduardo Duvivier           | PSD     | 11.669  |            | Rio de Janeiro        | Rio de Janeiro     |
| Carlos Pinto Filho         | PSD     | 11.396  |            | Porciúncula           | Rio de Janeiro     |
| Claudino Silva             | PCB     | 11.291  |            | Natividade            | Rio de Janeiro     |
| Paulo Fernandes            | PSD     | 10.323  |            | Porto Alegre          | Rio Grande do Sul  |
| Romão Júnior               | UDN     | 9.885   |            | Magé                  | Rio de Janeiro     |
| Getúlio de Moura           | PSD     | 9.836   |            | Itaguaí               | Rio de Janeiro     |
| Heitor Collet              | PSD     | 9.046   |            | São Fidélis           | Rio de Janeiro     |
| José Leomil                | UDN     | 8.874   |            | Niterói               | Rio de Janeiro     |
| Bastos Tavares             | PSD     | 8.304   |            | Campos dos Goytacazes | Rio de Janeiro     |
| Soares Filho               | UDN     | 8.014   |            | Vassouras             | Rio de Janeiro     |
| Acúrcio Torres             | PSD     | 7.915   |            | Cantagalo             | Rio de Janeiro     |
| Brígido Tinoco             | PSD     | 7.864   |            | Niterói               | Rio de Janeiro     |
| Miguel Couto Filho         | PSD     | 6.866   |            | Rio de Janeiro        | Rio de Janeiro     |
| Alcides Sabença            | PCB     | 6.403   |            | Barra do Piraí        | Rio de Janeiro     |
| Abelardo Mata              | PTB     | 2.101   |            | Rio de Janeiro        | Rio de Janeiro     |